# Ubjerg Sogn
Ubjerg Sogn oder Udbjerg (deutsch Uberg) ist eine Kirchspielsgemeinde (dän. Sogn) in Nordschleswig, Dänemark. Sie liegt unmittelbar an der deutsch-dänischen Grenze südlich der Stadt Tønder (dt. Tondern). Bis 1970 gehörte sie zur Harde Tønder, Højer og Lø Herred im damaligen Tønder Amt, danach zur Tønder Kommune im damaligen Sønderjyllands Amt, die im Zuge der Kommunalreform zum 1. Januar 2007 in der „neuen“  Tønder Kommune in der Region Syddanmark aufgegangen ist.

## Gemeindegebiet
Die Gemeinde Ubjerg erstreckt sich bis zu acht Kilometer in Ost-West-Richtung, während das Gebiet in Nord-Süd-Richtung nirgendwo breiter ist als zwei Kilometer. Insgesamt umfasst die Gemeinde Ubjerg 14,8 km². In der Gemeinde wohnen 269 Einwohner (1. Januar 2023). Etwas mehr als die Hälfte der Einwohner lebt im östlich gelegenen Dorf Sæd (dt. Seth), während das Kirchdorf erheblich kleiner ist. Die übrigen Einwohner leben verstreut auf Einzelhöfen oder in kleinen Häusergruppen wie Sæd Mark (dt. Sethfeld) oder Bremsbøl (dt. Bremsbüll).
In der preußischen Zeit bildeten Ubjerg und Sæd eigenständige Landgemeinden. Das dänische Katasterwesen betrachtet diese Einteilung noch heute als Gemarkungsgrenzen.
Das Gebiet der Gemeinde ist sehr flach. Im Süden bildet der Wasserlauf der Sønderå (dt. Süderau) die Staatsgrenze, das Land ist sumpfig, teilweise aber auch fruchtbare Marsch. Der Norden wird von der Geest geprägt, die aber nirgends höher als sechs Meter steigt. Auf einem der höchsten Punkte liegt die Ubjerger Kirche.
Wegen seiner langgestreckten Form hat Ubjerg zahlreiche Nachbargemeinden. Im Westen grenzt Ubjerg an Møgeltønder (dt. Mögeltondern), im Norden an Landgemeinde und Stadt Tønder, nordöstlich an Hostrup, im Osten an Burkal (dt. Buhrkall) und im Süden an das deutsche Süderlügum.

## Geschichte
Zwar sind keine vorgeschichtlichen Denkmäler bekannt, doch muss die Gemeinde schon sehr lange besiedelt gewesen sein. Allerdings wurde das Gebiet früher häufig von Sturmfluten heimgesucht, solange das westliche Vorland nicht bedeicht und die Vidå (dt. Wiedau) bis zur damaligen Hafenstadt Tønder schiffbar war.
Die Gemeinde Ubjerg gehörte zur Tonderharde, die sich im Mittelalter von der Hoyerharde abgespalten hatte. Beide Harden gehörten ebenso wie das südliche Umland zum Amt Tondern, in dessen Mitte Ubjerg lag. Zeitweise hatte auch das im Nachbarkirchspiel Hostrup gelegene Gut Solvig mit eigener Jurisdiktion Besitzungen in Sæd (Seeth).
Ubjerg liegt nah der Grenze zwischen jütischer und nordfriesischer Besiedlung. Die Friesen siedelten westlich der Gemeinde (in Neukirchen). Schon seit dem Mittelalter spielte auch die deutsche Sprache beispielsweise im Handel und als Kirchensprache eine große Rolle, so dass hier noch heute deutsche und dänische Mundarten gesprochen werden. War die Frage der nationalen Zugehörigkeit im Herzogtum Schleswig zuvor keine existierende Dimension, wurde sie in der Mitte des 19. Jahrhunderts zum entscheidenden Problem. Wie das südliche Umland und die Nachbarstadt Tønder unterstützte der größte Teil der Bevölkerung die deutsche beziehungsweise schleswig-holsteinische Seite. Nach dem Krieg von 1864 wurde das Herzogtum Schleswig preußisch. Ubjerg wurde bei der Kommunalreform in die beiden Landgemeinden Uberg und Seeth aufgeteilt und in den Kreis Tondern eingegliedert. Nach Bildung der Amtsbezirke 1889 werden die Gemeinden dem Amtsbezirk Neukirchen zugeordnet.
Bei der Volksabstimmung in Schleswig um die nationale Zugehörigkeit zu Deutschland oder Dänemark am 10. Februar 1920 stimmten 215 wahlberechtigte Ubjerger für Deutschland und nur 43 für Dänemark. Die Grenze war jedoch bereits festgelegt worden, da Ubjerg zur Ersten Abstimmungszone geschlagen worden war, in der nur das Gesamtergebnis zählte. Ubjerg bildete fortan eine Kirchspielsgemeinde im neuen dänischen Amt Tønder und liegt seither unmittelbar an der Staatsgrenze. Erst nach dem Zweiten Weltkrieg verlor die deutschgesinnte Schleswigsche Partei ihre Mehrheit in der Gemeindevertretung. Bei der Kommunalwahl am 15. November 2005 war das Abstimmungsbezirk Ubjerg mit 38,2 % die Hochburg der Schleswigschen Partei in Nordschleswig. Bei der Verwaltungsreform 1970 wurde Ubjerg Teil der Kommune Tønder, die bei der Kommunalreform am 1. Januar 2007 erheblich vergrößert wurde.

## Sehenswürdigkeiten
In der Gemeinde befinden sich einige sehenswerte regionstypische Hofbauten, die oftmals auf hohen Warften errichtet worden sind. Das Pastorat in Ubjerg ist ein besonders eindrucksvoller reetgedeckter Ziegelbau aus dem Jahre 1675. Sehr schön erhalten ist auch der Hof Bjerremark unmittelbar westlich des Kirchdorfs, der heute als Konferenzort dient. 
Die Kirche liegt auf einem der höchsten Punkte der Gemeinde. Apsis und Chor sind romanisch, das Schiff frühgotisch.

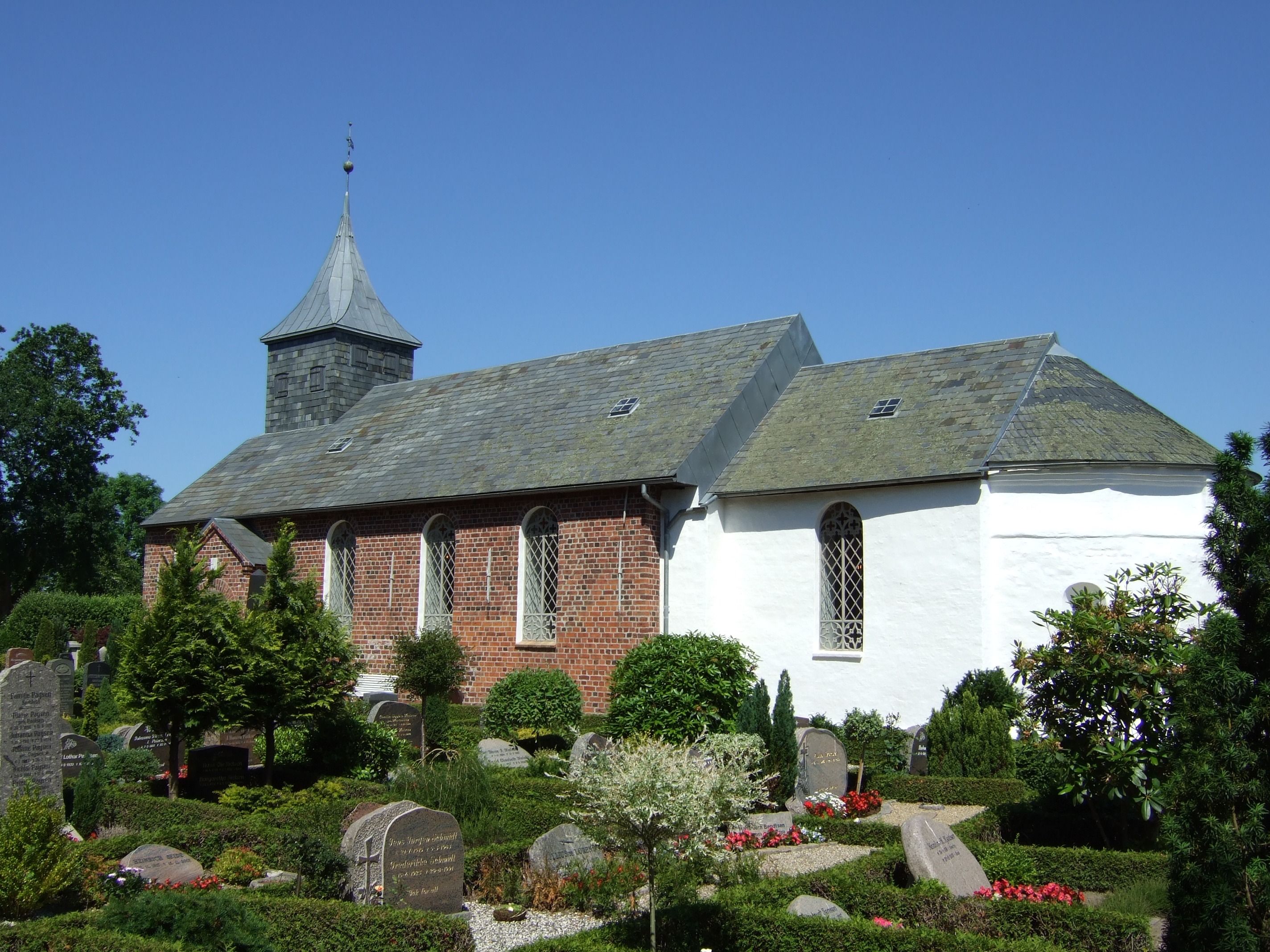
Kirche von Süden
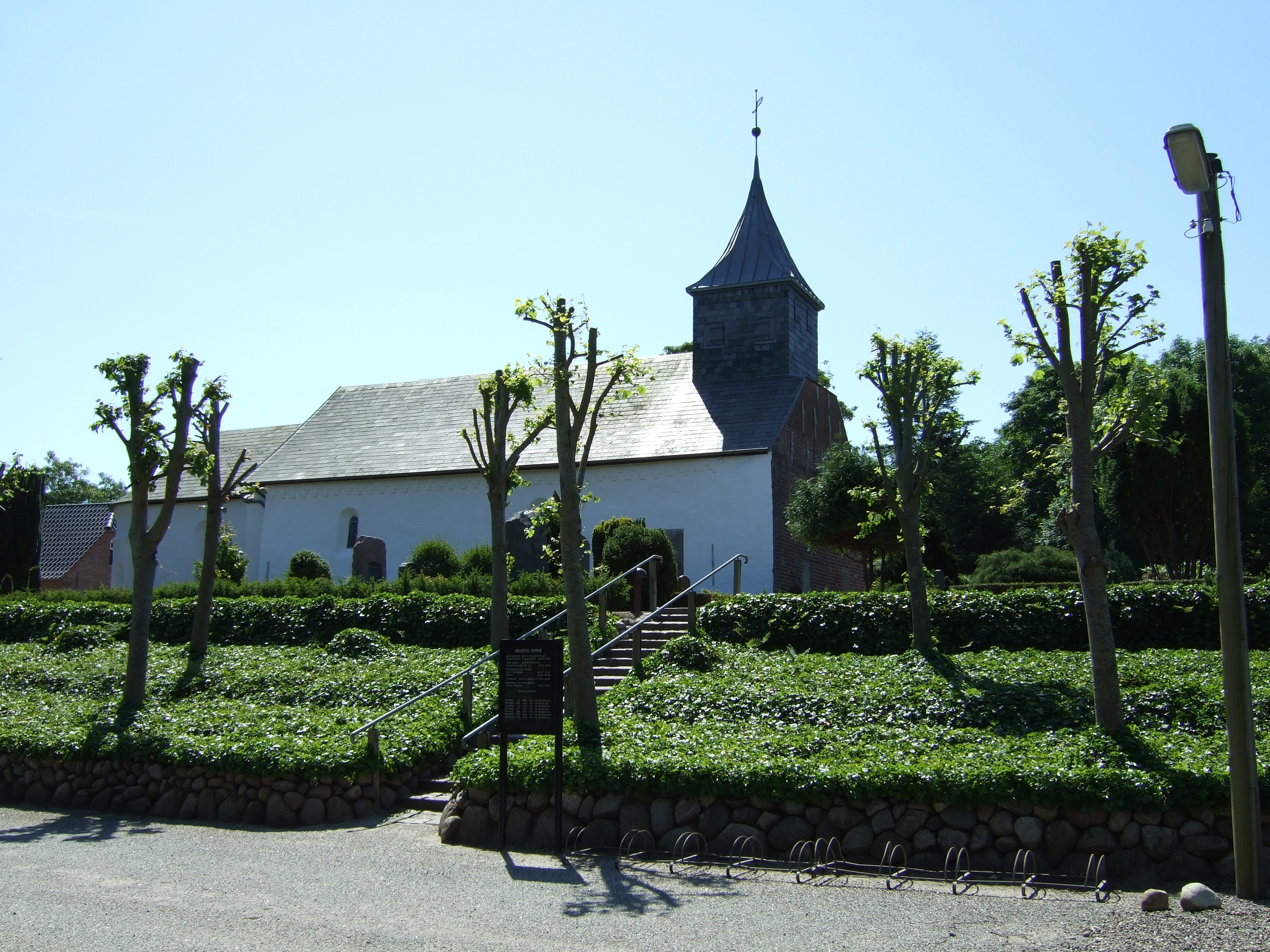
Kirche von Norden
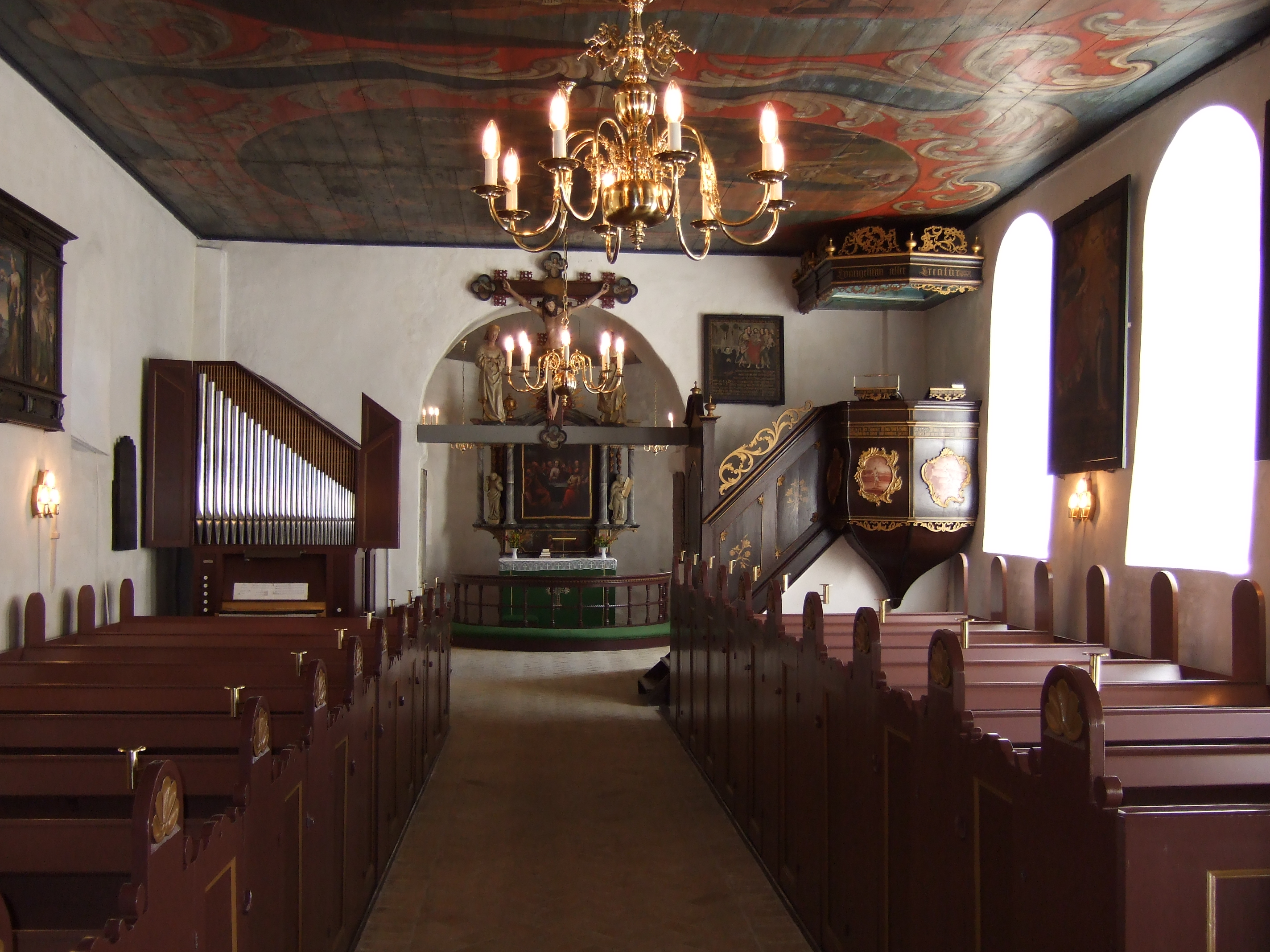
Blick nach Osten
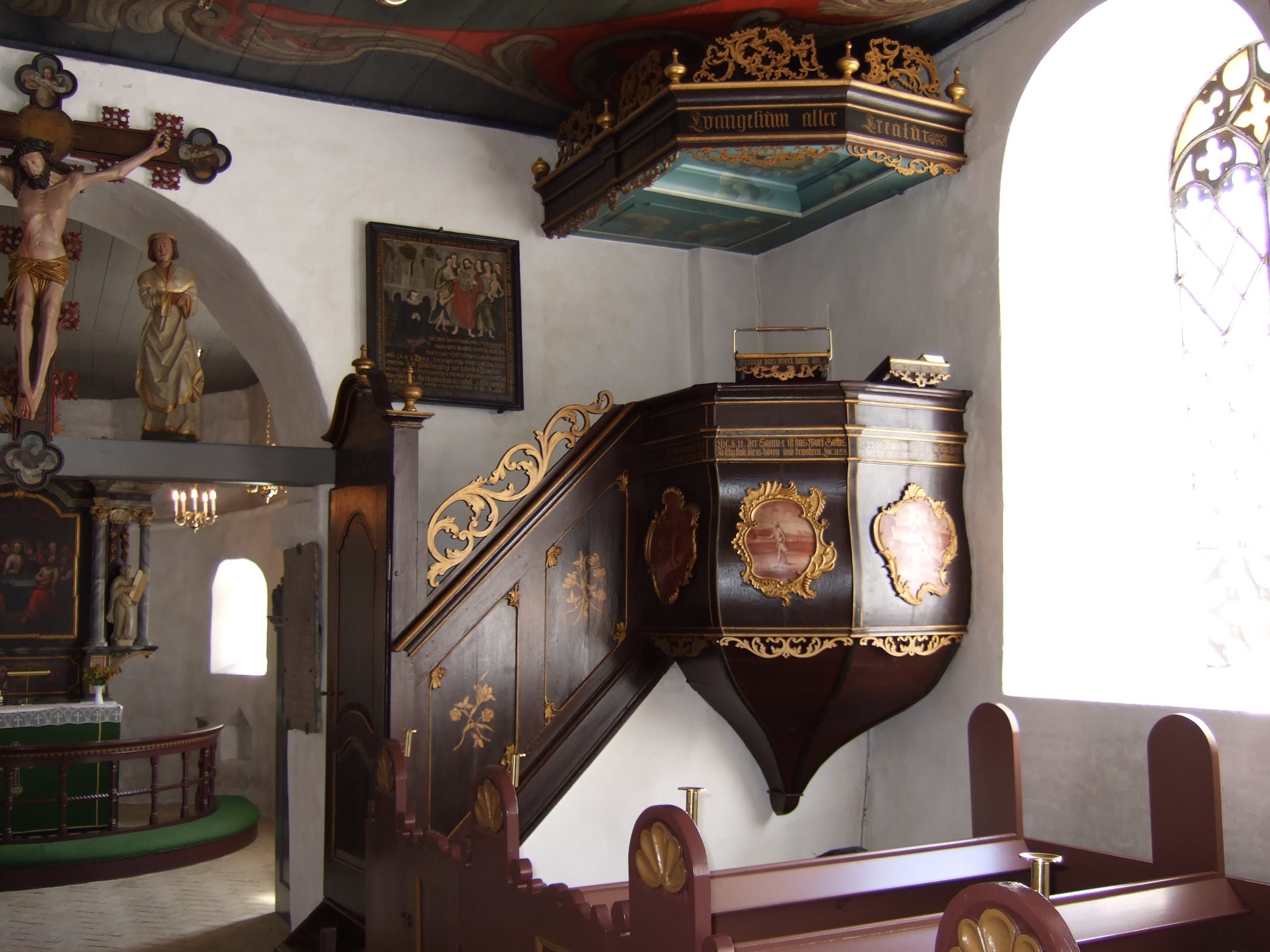
Die Kanzel
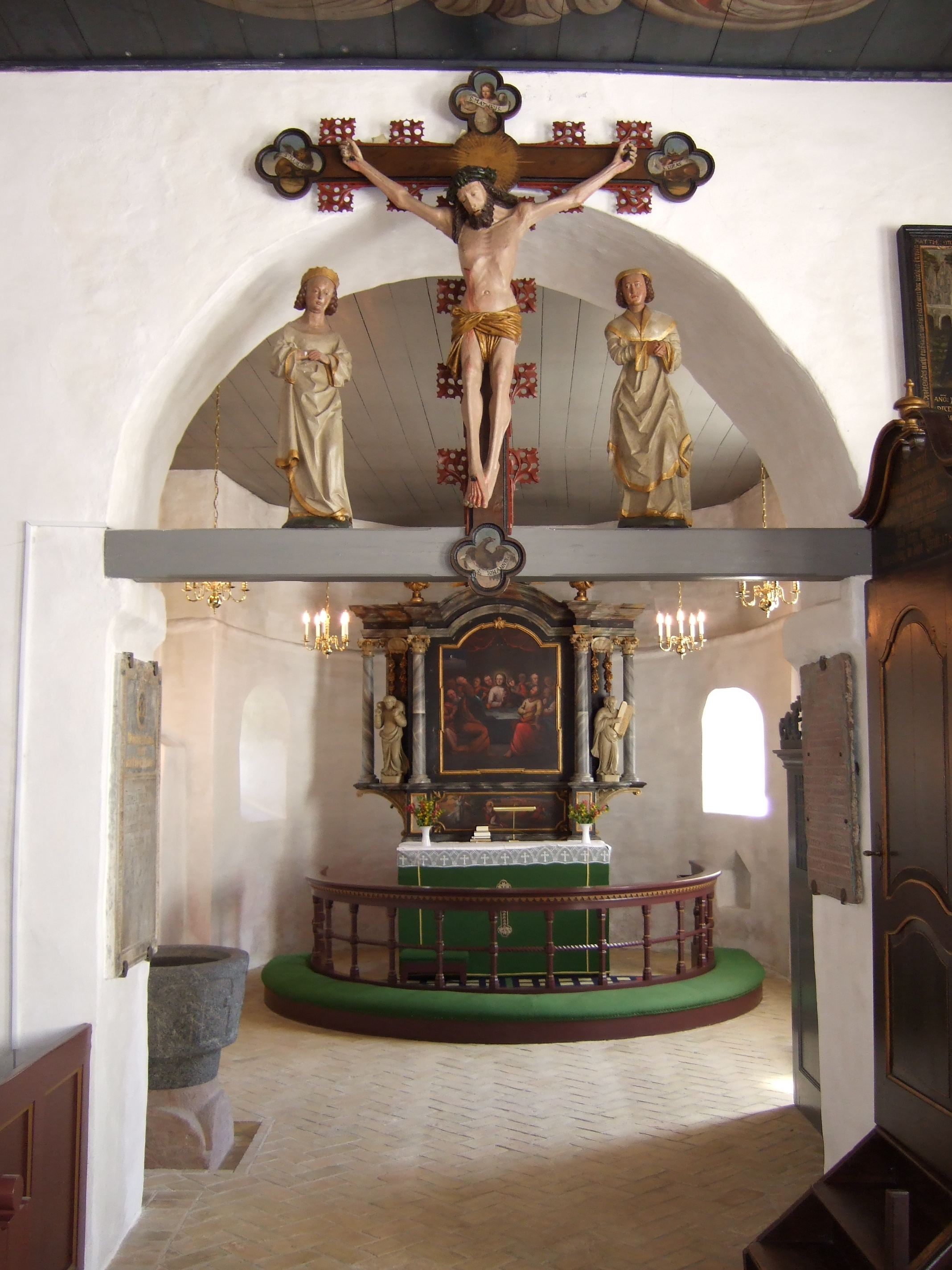
Chorbogen und Triumphkreuz
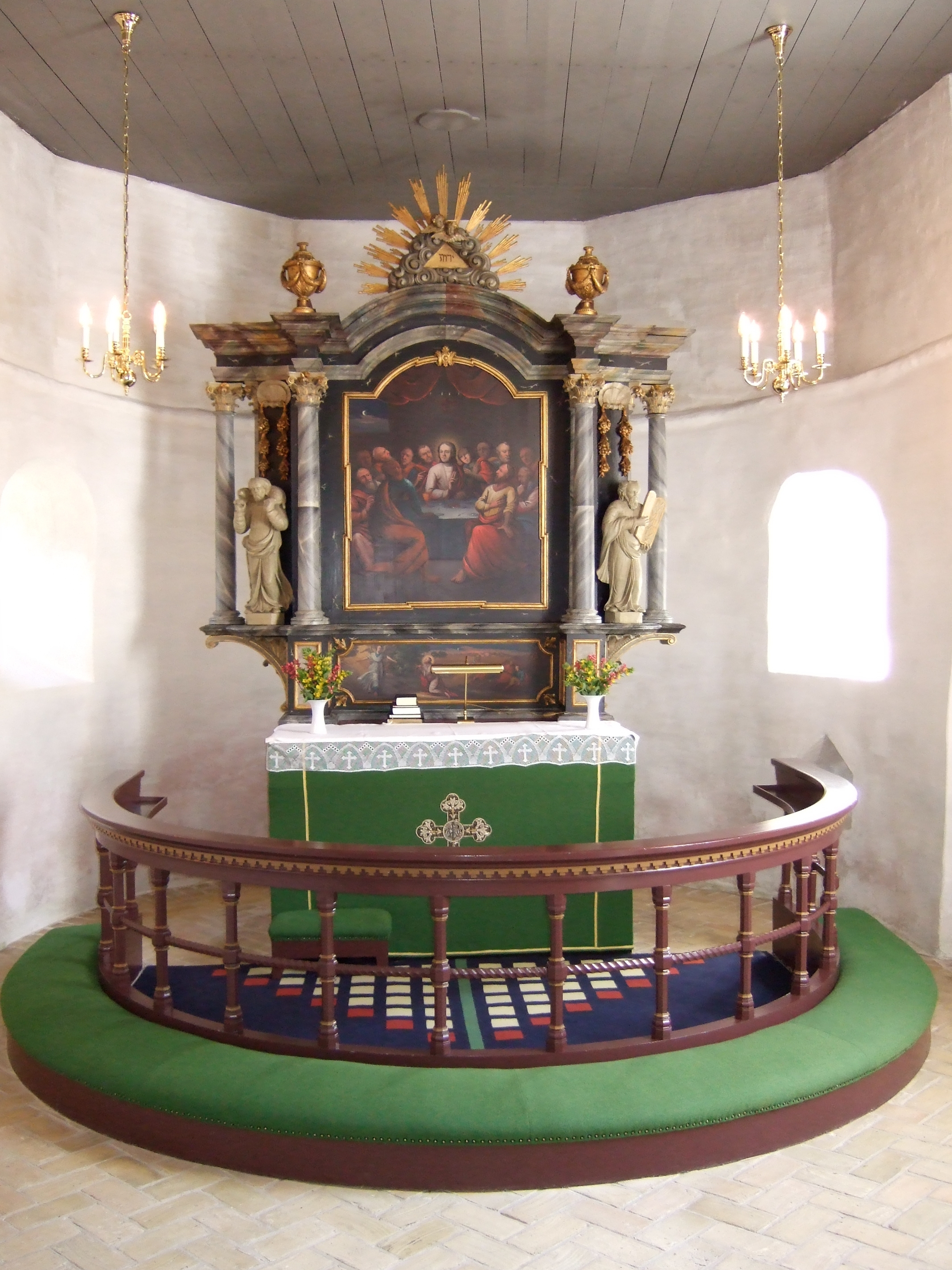
Barockaltar

## Wirtschaft
Ein wichtiger Erwerbszweig ist der Grenzhandel, doch spielen auch Transportgewerbe und Landwirtschaft eine große Rolle. Früher waren die Seether Kartoffeln weit über das engere Umland hinaus berühmt.

## Verkehr
Am Dorf Sæd führt die Grüne Küstenstraße vorbei, welche die Gemeinde in Nord-Süd-Richtung mit Tønder und Niebüll und einem weiten Umland verbindet. Für den lokalen Verkehr ist die Ost-West-Straße wichtig, die das gesamte Gemeindegebiet durchzieht.
Knapp östlich des Dorfes Ubjerg führt die Marschbahn in Nord-Süd-Richtung vorbei. Der Bahnhof liegt zwar seit 1981 still, doch seit der Reaktivierung des Abschnitts Niebüll-Tønder im Jahre 2001 besteht begründete Hoffnung, dass Ubjerg wieder Eisenbahnanschluss erhält.